# Linden (hessisch-württembergisches Adelsgeschlecht)

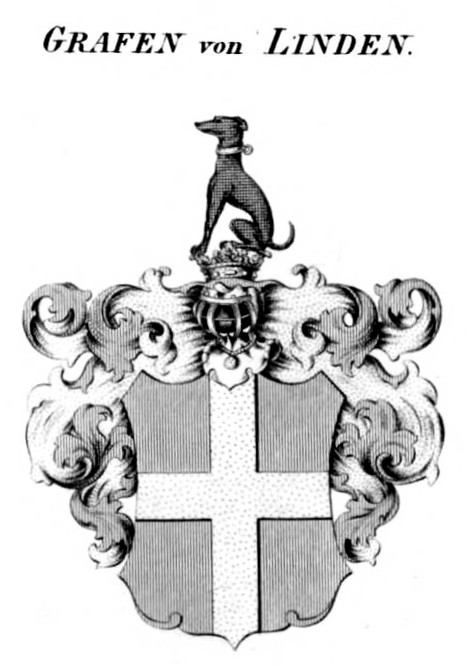
Wappen derer von Linden

Linden (selten auch Lynden) ist der Name eines aus dem Hochstift Lüttich stammenden Adelsgeschlechts, dessen Stammreihe mit Adam van Linter beginnt (siehe auch: Lynden (Adelsgeschlecht)).
Eine Verwandtschaft mit den wappengleichen westfälischen Haver ist nicht belegt.

## Geschichte
In Hoeppertingen im heute belgischen Limburg war Adam van Linter laut Urkunden von 1604 bis 1615 Gutsbesitzer. Vermutlich aufgrund von religiösen und politischen Unruhen, wanderte dessen Sohn Peter (1610–1684) nach Franken aus und verließ das Stammland der Familie Linter. Er kaufte um das Jahr 1650 einen Hof in Habitzheim im Odenwald und nahm den Familiennamen „von Linden“ an.
Mehrere Mitglieder der katholischen Familie von Linden erreichten hohe Ämter im Kurfürstentum Mainz. Als Hofkammerrat und Oberkeller der Kameralverwaltung im Vizedomamt Aschaffenburg diente Franz von Linden (1712–1798). Johann Heinrich Freiherr von Linden (1719–1795) übte das Amt des Geheimrates sowie des Hofkammerdirektors in Kurmainz aus. Johann Heinrich war es, der am 5. November 1780 in Wien durch Kaiser Joseph II. in den Reichsadelsstand erhoben wurde. Am 7. September 1790 folgte für denselben die Erhebung in den Reichsfreiherrnstand durch Kurfürst Karl Theodor von der Pfalz und Bayern in München.
Der Enkel Johann Heinrichs, Franz Damian Freiherr von Linden (1745–1817) diente als Geheimrat und später als Direktor der Landesregierung des Fürstprimas in Aschaffenburg. Ein weiteres nennenswertes Mitglied der Familie von Linden ist Franz Joseph Ignaz. Der zweitälteste Sohn Franz Damians diente im Königreich Württemberg als Geheimer Legationsrat und war Herr auf Nordstetten, Isenburg und Taberwasen.
Franz Freiherr von Linden (1760–1836), ebenfalls ein Enkel Johann Heinrichs, diente von 1796 bis 1806 in der Funktion des Reichskammergerichtsassessors. Nachdem das Reichskammergericht aufgelöst worden war, begann er seinen Dienst für das Königreich Württemberg. 1807 wurde Franz Freiherr von Linden vom württembergischen König Friedrich I. zum Präsidenten des neugeschaffenen Katholischen Kirchenrates ernannt. Im Jahre 1815 vertrat Franz Freiherr von Linden das Königreich Württemberg als Bevollmächtigter beim Wiener Kongress. Im Anschluss daran ernannte man ihn zum Gesandten Württembergs beim Bundestag in Frankfurt. Für den Schwarzwaldkreis hatte Franz von 1817 bis 1831 das Amt des Präsidenten inne.
Heinrich Freiherr von Linden (1784–1866), erstgeborener Sohn des oben beschriebenen Damian Franz, sowie sein Cousin Edmund Freiherr von Linden (1798–1865), erhob man im Jahr 1844 in den päpstlichen Grafenstand (Comes Romanus). Im Jahre 1846 wurde die Standeserhöhung für Heinrich durch den Großherzog von Hessen-Darmstadt bestätigt. Edmund erhielt die Bestätigung ebenfalls im Jahre 1846 durch Württemberg. Der Stand des päpstlichen Grafen wurde 1850 zudem auf Franz a Paula und die von ihm begründete II. Linie ausgeweitet. 1852 folgte die Anerkennung mit Erhebung in den Grafenstand des Königreichs Württemberg.
Karl Graf von Linden, der Mitgründer des nach ihm benannten Linden-Museums für Länder- und Völkerkunde ist ein Sohn des Edmund Graf von Linden, Stammvater der ersten gräflichen Linie. Die erste weibliche Studentin Württembergs und spätere Professorin Maria Gräfin von Linden entstammt ebenfalls dieser Linie.

## Wappen
Das Wappen wird im Genealogische Handbuch des Adels wie folgt blasoniert: "In Rot ein goldenes Kreuz; auf dem Helm mit rot-goldenen Decken ein sitzendes schwarzes Windspiel mit goldenem Halsband." Ebenso blasoniert der Süddeutsche Adelsheros das Wappen.

## Stammlinien
Franz Freiherr von Linden ist der Stammvater. Von seinen sieben im Folgenden genannten Söhnen stammen die sieben Linien des Hauses ab:
1. Franz Reichsfreiherr von Linden (1760–1836), Jurist und Politiker im Königreich Württemberg
  1. Edmund Graf von Linden (1798–1865) die I. (gräfliche) Linie (Burgberg), in erster Ehe: ⚭ Clementine Walburga Dorothea Schad von Mittelbiberach (1804–1824), in zweiter Ehe: Wilhelmine Freiin Fuchs von Bimbach und Dornheim (1808–1878), aus zweiter Ehe:
    1. Wilhelm Otto (1827–1847)
    2. Heinrich Alexander (1829–1869)
    3. Edmund Heinrich (1833–1893)
      1. Wilhelm Edmund (1865–1915)
      2. Maria (1869–1936), Zoologin und Parasitologin, Pionierin des Frauenstudiums

    4. Karl (1838–1910), Mitgründer und Namensgeber des Stuttgarter Linden-Museums

  2. Franz a Paula Friedrich Graf von Linden (1800–1888) die II. (gräfliche) Linie, ⚭ Marie Freiin von Hügel (1807–1886)
    1. Wilhelmine Pauline (Paula) (1833–1920), Malerin, Dichterin und Oberhofmeisterin ⚭ Bernhard Friedrich Ferdinand Carl von Bülow
    2. Franz Joseph Heinrich (1836–1903)

  3. Carl Freiherr von Linden (1801–1870), Regierungspräsident des Neckarkreises, die III. Linie (Hausen), in erster Ehe: ⚭ Charlotte Freiin von Palm (1814–1844), in zweiter Ehe: ⚭ Mathilde Gräfin Leutrum von Ertingen (1815–1892), aus erster Ehe:
    1. Carl Franz Eberhard, (1836–1916) 1. Ast (in den USA)
    2. Henriette Amalie (1844–1903), zudem aus zweiter Ehe:
    3. Hugo Edmund (1854–1936) 2. Ast (Hausen)

  4. Joseph Freiherr von Linden (1804–1895), Jurist und Politiker im Königreich Württemberg, IV. Linie (Neunthausen[8]), ⚭ Emma von König aus dem Hause Warthausen (1810–1893)
    1. Franz Joseph Friedrich (1831–1887)
    2. Emma (1833–1919)
    3. Henriette Franziska (1836–1914)
    4. Henriette Josephine (1838–1881)

  5. Ernst Freiherr von Linden (1806–1885), württembergischer Reiteroffizier und Autor politischer Schriften, dessen Name Karl May als Pseudonym diente[9][2], die V. Linie (Bühl), ⚭ Amey Spurrier (1815–1894)
    1. Nathalie (1836–1906)
    2. Alfons (1841–1904)
    3. Adhémar (1845–1918)
    4. Virginie (1848–1916)
    5. Valerie (1850–1917)

  6. Ludwig Freiherr von Linden (1808–1889), deutsch-schweizer Militär, die VI. (Schweizer) Linie, ⚭ Henriette von Tscharner (1815–1892)
    1. Caroline Justine (1840–1903)
    2. Friedrich Rudolph (1841–1923)
    3. Justine Wilhelmine (1850–1923)

  7. Hugo Freiherr von Linden (1812–1895) die VII. Linie, ⚭ Fanny Affleck aus dem Hause der Baronets Affleck of Dalham (1815–1906)
    1. Bertha (1850–1920)
    2. Fanny (1853–1894)

Die dritte Linie (Hausen) existiert bis heute, wohingegen die übrigen Linien alle im Mannesstamm erloschen sind. Die Mitglieder der dritten Linie gliedern sich in einen 1. Ast, ansässig in den USA, und einen 2. Ast (Hausen).